# Џеневив Падалеки
Џеневив Никол Падалеки (енгл. Genevieve Nicole Padalecki; Сан Франциско, 8. јануар 1981) америчка је глумица. Најпознатија је по улози Руби у серији Ловци на натприродно.

## Филмографија

### Филм
| Година | Српски назив | Изворни назив | Улога      | Напомене    |
| ------ | ------------ | ------------- | ---------- | ----------- |
| 2004.  |              |               | Амбер      |             |
| 2005.  |              |               | Ешли Харис |             |
| 2005.  |              |               |            | кратак филм |
| 2006.  |              |               | девојка    |             |
| 2006.  |              |               | Ешли       | кратак филм |
| 2007.  |              |               | Џен        |             |
| 2012.  |              |               | Вероника   |             |

### Телевизија
| Година                 | Српски назив         | Изворни назив | Улога                  | Напомене                                                             |
| ---------------------- | -------------------- | ------------- | ---------------------- | -------------------------------------------------------------------- |
| 2005.                  |                      |               | Клои Григ / Лора Тирни | епизода: „Мртва природа”                                             |
| 2005—2008.             |                      |               | Крис Фуриљо            | главна улога; 51. епизода                                            |
| 2008—2009; 2011, 2020. | Ловци на натприродно |               | Руби и себе            | споредна улога (4. сезона), гостујућа улога (15. сезона); 13 епизода |
| 2009—2010.             | Скок у будућност     |               | Трејси Старк           | споредна улога; 10 епизода                                           |
| 2021—2021              | Вокер                |               | Емили Вокер            | споредна улога; 8 епизода                                            |